# Magyar E-sport Szövetség
A Magyar E-sport Szövetség (HUNESZ) a magyarországi e-sport-közösség alakítóinak szövetsége. Összefogás a magyar e-sportért, célja a hazai e-sport fejlesztése, az e-sport-élet szervezése. 2017-től kezdődően önálló jogi személyiségként megkezdte működését és taglétszámának bővítését.

## Célok
- A magyar e-sporttal foglalkozó jogi személyek érdekvédelme, koordinációja, az e-sport-szereplők kommunikációjának összehangolása, a szövetségen belüli e-sport-élet fellendítése
- Rendezvényszervezés: e-sport-rendezvények szervezése, szakmai támogatása, koordinálása, versenyszervezés.
- A magyarországi e-sport-életben tevékenykedő csapatok, játékosok, szervezetek nyilvántartása.
- Oktatásszervezés: edukációs anyagok készítése szöveges és videós formában. E-sport-meetupok szervezése. Oktatási célok kitűzése.
- Médiatámogatás és e-sport kommunikációs tanácsadás. Közösségi média menedzsment.
- PR-tevékenység és tartalomgyártás (szöveges, képi és videós anyagok előállítása – cikkek, interjúk, bemutatók, játékleírások)
- Állami és piaci szereplőkkel való kapcsolattartás. Szponzorok és az e-sport-szereplők közötti közvetítés.
- Nemzetközi e-sport-szervezetekkel való kapcsolattartás.

## Projektek
- Magyar Nemzeti E-sport Bajnokság, Magyarország első rendszeres e-sport-bajnoksága[1]
- Magyar E-sport Etikai Kódex
- V4 Future Sports Festival, Magyarország első nemzetközi e-sport-tornája